# Былинские (Гродненская область)
Былинские (бел. Былі́нскія, встречается также — Былинский) — деревня в Лидском районе Гродненской области Беларуси. Входит в состав Дубровенского сельсовета.

## География
Деревня располагается в 6 км на юг от центра сельсовета — деревни Дубровня, в 10 км на юго-восток от районного центра — города Лида.

## История
С 1905 года в Лидской волости Лидского уезда Виленской губернии.

## Население

### Численность
- 2009 год — 11 жителей

### Динамика
- 1999 год — 16 жителей
- 2009 год — 11 жителей[3]